# Penthouse Love Stories
Pour plus de détails, voir Fiche technique et Distribution.
Penthouse Love Stories est un film érotique américano-canadien réalisé par Edward Holzman, sorti en 1986.

## Fiche technique
- Titre : Penthouse Love Stories
- Réalisation : Edward Holzman
- Scénario :
- Producteur : Edward Holzman
- Producteur exécutif : Bob Guccione
- Production :
- Distributeur :
- Musique :
- Pays d'origine :  États-Unis  Canada
- Langue d'origine : Anglais américain, français
- Lieux de tournage : Santa Monica, Californie, États-Unis
- Genre : Drame, érotique
- Durée : 60 minutes
- Date de sortie : 
  -  États-Unis : 1986

## Distribution
- Michelle Bauer : Mrs. Grant
- Shanna Evans : la fille (créditée comme Elizabeth Falloon)
- Monique Gabrielle : Monique, la fan d'AC/DC
- Xaviera Hollander : elle-même
- Leesi Heasler
- Julia Parton : la femme du Loveboat
- Barbara Peckinpaugh : l'assistante
- Raven